# Lista över invånarnamn
Det här är en lista över demonymer (svenska exonymer).
| Land/territorium/region        | Invånare/medborgare                          | Femininform                              | Adjektiv                   |
| ------------------------------ | -------------------------------------------- | ---------------------------------------- | -------------------------- |
| Abchazien                      | abchazier                                    | -                                        | abchazisk                  |
| Adzjarien                      | adzjar                                       | -                                        | adzjarisk                  |
| Afghanistan                    | afghan                                       | afghanska                                | afghansk                   |
| Albanien                       | alban                                        | albanska                                 | albansk                    |
| Andorra                        | andorran                                     | andorranska                              | andorransk                 |
| Angola                         | angolan                                      | angolanska                               | angolansk                  |
| Antigua och Barbuda            | antiguan, barbudan                           | antiguanska, -                           | antiguansk, barbudansk     |
| Argentina                      | argentinare                                  | argentinska                              | argentinsk                 |
| Armenien                       | armenier                                     | armeniska                                | armenisk                   |
| Australien                     | australiensare, australier                   | australiska                              | australiensisk, australisk |
| Azerbajdzjan                   | azer, azerbajdzjan, azerbajdzjanier, azerier | azerbajdzjanska, azeriska                | azerbajdzjansk, azerisk    |
| Bahamas                        | bahaman                                      | bahamanska                               | bahamansk                  |
| Bahrain                        | bahrainare                                   | bahrainska                               | bahrainsk                  |
| Bangladesh                     | bangladeshare, bangladeshier                 | bangladeshiska                           | bangladeshisk              |
| Barbados                       | barbadier                                    | barbadiska                               | barbadisk                  |
| Baskien                        | bask                                         | baskiska                                 | baskisk                    |
| Bayern                         | bayrare, bajrare                             | bayerska, bajerska                       | bayersk, bajersk           |
| Belarus                        | belarusier                                   | belarusier                               | belarusisk                 |
| Belgien                        | belgare, belgier                             | belgiska                                 | belgisk                    |
| Belize                         | belizier                                     | beliziska                                | belizisk                   |
| Benin                          | beninier                                     | beninska                                 | beninsk                    |
| Bhutan                         | bhutanes                                     | bhutanesiska                             | bhutanesisk                |
| Bolivia                        | bolivian                                     | bolivianska                              | boliviansk                 |
| Bosnien och Hercegovina        | bosnier                                      | bosniska                                 | bosnisk                    |
| Botswana                       | botswanier                                   | botswanska                               | botswansk                  |
| Brasilien                      | brasilian, brasilianare                      | brasilianska                             | brasiliansk                |
| Brunei                         | bruneier                                     | bruneiska                                | bruneisk                   |
| Bulgarien                      | bulgar                                       | bulgariska                               | bulgarisk                  |
| Burkina Faso                   | burkinier                                    | burkinska                                | burkinsk                   |
| Burma                          | burman, burmes                               | burmanska, burmesiska                    | burmansk, burmesisk        |
| Burundi                        | burundier                                    | burundiska                               | burundisk                  |
| Centralafrikanska republiken   | centralafrikan                               | centralafrikanska                        | centralafrikansk           |
| Chile                          | chilenare                                    | chilenska                                | chilensk                   |
| Colombia                       | colombian                                    | colombianska                             | colombiansk                |
| Costa Rica                     | costarican                                   | costaricanska                            | costaricansk               |
| Cypern                         | cypriot                                      | cypriotiska                              | cypriotisk                 |
| Danmark                        | dansk                                        | danska                                   | dansk                      |
| Djibouti                       | djiboutier                                   | djiboutiska                              | djiboutisk                 |
|                                |                                              |                                          |                            |
| Dominica                       | dominiker                                    | dominikiska                              | dominikisk                 |
| Dominikanska republiken        | dominikan                                    | dominikanska                             | dominikansk                |
| Ecuador                        | ecuadorian                                   | ecuadorianska                            | ecuadoriansk               |
| Egypten                        | egyptier                                     | egyptiska                                | egyptisk                   |
| Ekvatorialguinea               | ekvatorialguinean                            | -                                        | ekvatorialguineansk        |
| Elfenbenskusten                | ivorian                                      | ivorianska                               | ivoriansk                  |
| El Salvador                    | salvadoran                                   | salvadoranska                            | salvadoransk               |
| England                        | engelsman                                    | engelska                                 | engelsk                    |
| Eritrea                        | eritrean                                     | eritreanska                              | eritreansk                 |
| Estland                        | est, estländare                              | estländska, estniska                     | estländsk, estnisk         |
| Etiopien                       | etiopier                                     | etiopiska                                | etiopisk                   |
| Fiji                           | fijian                                       | fijianska                                | fijiansk                   |
| Filippinerna                   | filippinare, filippinier                     | filippinska                              | filippinsk                 |
| Finland                        | finländare, finne                            | finländska, finska                       | finländsk, finsk           |
| Frankrike                      | fransman, fransos                            | fransyska                                | fransk, fransysk           |
| Färöarna                       | färing, färöing                              | färöiska                                 | färöisk                    |
| Förenade arabemiraten          | emiratier                                    | -                                        | emiratisk                  |
| Gabon                          | gabones                                      | gabonesiska                              | gabonesisk                 |
| Gambia                         | gambier                                      | gambiska                                 | gambisk                    |
| Georgien                       | georgier                                     | georgiska                                | georgisk                   |
| Ghana                          | ghanan                                       | ghananska                                | ghanansk                   |
| Grekland                       | grek                                         | grekiska                                 | grekisk                    |
| Grenada                        | grenadier                                    | -                                        | grenadisk                  |
| Grönland                       | grönländare                                  | grönländska                              | grönländsk                 |
| Guatemala                      | guatemalan                                   | guatemalanska                            | guatemalansk               |
| Guinea                         | guinean                                      | -                                        | guineansk                  |
| Guinea-Bissau                  | bissauguinean                                | -                                        | bissauguineansk            |
| Guyana                         | guyanan                                      | guyananska                               | guyansk                    |
| Haiti                          | haitier                                      | haitiska                                 | haitisk                    |
| Holland                        | holländare                                   | holländska                               | holländsk                  |
| Honduras                       | honduran                                     | honduranska                              | honduransk                 |
| Indien                         | indier                                       | indiska                                  | indisk                     |
| Indonesien                     | indones, indonesier                          | indonesiska                              | indonesisk                 |
| Irak                           | irakier                                      | irakiska                                 | irakisk                    |
| Iran                           | iranier                                      | iraniska                                 | iransk                     |
| Irland                         | irländare                                    | irländska                                | irländsk                   |
| Island                         | islänning                                    | isländska                                | isländsk                   |
| Israel                         | israel                                       | israeliska                               | israelisk                  |
| Italien                        | italienare                                   | italienska                               | italiensk                  |
| Jamaica                        | jamaican                                     | jamaicanska                              | jamaicansk                 |
| Japan                          | japan                                        | japanska                                 | japansk                    |
| Jemen                          | jemenit, yemenit                             | jemenitiska, yemenitiska                 | jemenitisk, yemenitisk     |
| Jordanien                      | jordanier                                    | jordanska                                | jordansk                   |
| Kambodja                       | kambodjan                                    | kambodjanska                             | kambodjansk                |
| Kamerun                        | kamerunare, kamerunier                       | kamerunska                               | kamerunsk                  |
| Kanada                         | kanadensare, kanadick                        | kanadensiska                             | kanadensisk                |
| Kap Verde                      | kapverdier                                   | kapverdiska                              | kapverdisk                 |
| Katalonien                     | katalan                                      | katalanska                               | katalansk                  |
| Kazakstan                      | kazak, kazakstanier                          | kazakiska, kazakstanska                  | kazakisk, kazakstansk      |
| Kenya                          | kenyan                                       | kenyanska                                | kenyansk                   |
| Kina                           | kines                                        | kinesiska                                | kinesisk                   |
| Kirgizistan                    | kirgiz, kirgizistanier                       | kirgizska                                | kirgizisk, kirgizistansk   |
| Kiribati                       | kiribatier                                   | kiribatiska                              | kiribatisk                 |
| Komorerna                      | komorier                                     | komoriska                                | komorisk                   |
| Kongo-Brazzaville              | kongoles                                     | kongolesiska                             | kongolesisk                |
| Kongo-Kinshasa                 | kongoles                                     | kongolesiska                             | kongolesisk                |
| Kosovo                         | kosovan                                      | kosovanska                               | kosovansk                  |
| Kroatien                       | kroat                                        | kroatiska                                | kroatisk                   |
| Kuba                           | kuban                                        | kubanska                                 | kubansk                    |
| Kuwait                         | kuwaitier                                    | kuwaitiska                               | kuwaitisk                  |
| Laos                           | laotier                                      | laotiska                                 | laotisk                    |
| Lesotho                        | lesothier                                    | lesothiska                               | lesothisk                  |
| Lettland                       | lett, lettländare                            | lettiska, lettländska                    | lettisk, lettländsk        |
| Libanon                        | libanes                                      | libanesiska                              | libanesisk                 |
| Liberia                        | liberian, liberier                           | liberianska, liberiska                   | liberiansk, liberisk       |
| Libyen                         | libyer                                       | libyska                                  | libysk                     |
| Liechtenstein                  | liechtensteinare                             | liechtensteinska                         | liechtensteinsk            |
| Litauen                        | litauer                                      | litauiska                                | litauisk                   |
| Luxemburg                      | luxemburgare                                 | luxemburgska                             | luxemburgsk                |
| Madagaskar                     | madagask                                     | madagaskiska                             | madagaskisk                |
| Malawi                         | malawier                                     | malawiska                                | malawisk                   |
| Malaysia                       | malaysier                                    | malaysiska                               | malaysisk                  |
| Maldiverna                     | maldivier                                    | maldiviska                               | maldivisk                  |
| Mali                           | malier                                       | maliska                                  | malisk                     |
| Malta                          | maltes, maltesare                            | maltesiska                               | maltesisk                  |
| Marocko                        | marockan                                     | marockanska                              | marockansk                 |
| Marshallöarna                  | marshalles                                   | -                                        | marshallesisk              |
| Mauretanien                    | mauretanier                                  | mauretanska                              | mauretansk                 |
| Mauritius                      | mauritier                                    | mauritiska                               | mauritisk                  |
| Mexiko                         | mexikan                                      | mexikanska                               | mexikansk                  |
| Mikronesiska federationen      | mikronesier                                  | mikronesiska                             | mikronesisk                |
| Moçambique                     | moçambikier                                  | moçambikiska                             | moçambikisk                |
| Moldavien                      | moldavier                                    | -                                        | moldavisk                  |
| Monaco                         | monegask                                     | monegaskiska                             | monegaskisk                |
| Mongoliet                      | mongol                                       | mongoliska                               | mongolisk                  |
| Montenegro                     | montenegrin                                  | -                                        | montenegrinsk              |
| Namibia                        | namibier                                     | namibiska                                | namibisk                   |
| Nauru                          | nauruer                                      | nauriska                                 | naurisk                    |
| Nederländerna                  | nederländare                                 | nederländska                             | nederländsk                |
| Nepal                          | nepales                                      | nepalesiska                              | nepalesisk                 |
| Nicaragua                      | nicaraguan                                   | nicaraguanska                            | nicaraguansk               |
| Niger                          | nigerer                                      | nigeriska                                | nigerisk                   |
| Nigeria                        | nigerian                                     | nigerianska                              | nigeriansk                 |
| Nordirland                     | nordirländare                                | nordirländska                            | nordirländsk               |
| Nordkorea                      | nordkorean                                   | nordkoreanska                            | nordkoreansk               |
| Nordmakedonien                 | nordmakedonier                               | nordmakedoniska, nordmakedonska          | nordmakedonisk             |
| Norge                          | norrman                                      | norska                                   | norsk                      |
| Nya Zeeland                    | nyzeeländare                                 | nyzeeländska                             | nyzeeländsk                |
| Oman                           | omanier                                      | omanska                                  | omansk                     |
| Pakistan                       | pakistanier                                  | pakistanska                              | pakistansk                 |
| Palau                          | palauer                                      | -                                        | palauisk                   |
| Palestina                      | palestinier                                  | palestinska                              | palestinsk                 |
| Panama                         | panaman                                      | panamanska                               | panamansk                  |
| Papua Nya Guinea               | papuan                                       | -                                        | papuansk                   |
| Paraguay                       | paraguayan, paraguayare                      | paraguayanska                            | paraguayansk, paraguaysk   |
| Peru                           | peruan                                       | peruanska                                | peruansk                   |
| Polen                          | polack                                       | polska                                   | polsk                      |
| Portugal                       | portugis                                     | portugisiska                             | portugisisk                |
| Puerto Rico                    | puertorican                                  | puertoricanska                           | puertoricansk              |
| Qatar                          | qatarier                                     | qatariska                                | qatarisk                   |
| Rumänien                       | rumän                                        | rumänska                                 | rumänsk                    |
| Rwanda                         | rwandier                                     | rwandiska                                | rwandisk                   |
| Ryssland                       | ryss, ryssländare                            | ryska, ryssländska                       | rysk, ryssländsk           |
| Salomonöarna                   | salomonier                                   | -                                        | salomonsk                  |
| Samoa                          | samoan                                       | samoanska                                | samoansk                   |
| San Marino                     | sanmarinier                                  | sanmariniska                             | sanmarinsk                 |
| São Tomé och Príncipe          | (sao)tomean                                  | -                                        | (sao)tomeansk              |
| Saudiarabien                   | saudiarab, saudier                           | saudiska                                 | saudisk                    |
| Schweiz                        | schweizare                                   | schweiziska                              | schweizisk                 |
| Senegal                        | senegales                                    | senegalesiska                            | senegalesisk               |
| Serbien                        | serb                                         | serbiska                                 | serbisk                    |
| Seychellerna                   | seychellier                                  | seychelliska                             | seychellisk                |
| Sierra Leone                   | sierraleonier                                | sierraleonska                            | sierraleonsk               |
| Singapore                      | singaporian                                  | singaporianska                           | singaporiansk              |
| Slovakien                      | slovak                                       | slovakiska                               | slovakisk                  |
| Slovenien                      | sloven                                       | slovenska                                | slovensk                   |
| Somalia                        | somalier                                     | somaliska                                | somalisk                   |
| Spanien                        | spanjor                                      | spanjorska                               | spansk                     |
| Sri Lanka                      | lankes                                       | lankesiska                               | lankesisk                  |
| Saint Lucia                    | lucian                                       | -                                        | luciansk                   |
| Saint Kitts och Nevis          | från Saint Kitts och Nevis                   | -                                        | från Saint Kitts och Nevis |
| Saint Vincent och Grenadinerna | vincentier                                   | -                                        | vincentisk                 |
| Skottland                      | skotte                                       | skotska                                  | skotsk                     |
| Storbritannien                 | britt                                        | brittiska                                | brittisk                   |
| Sudan                          | sudanes                                      | sudanesiska                              | sudanesisk                 |
| Surinam                        | surinames                                    | surinamesiska                            | surinamesisk               |
| Sverige                        | svensk                                       | svenska                                  | svensk                     |
| Swaziland                      | swaziländare                                 | swaziländska                             | swaziländsk                |
| Sydafrika                      | sydafrikan                                   | sydafrikanska                            | sydafrikansk               |
| Sydkorea                       | sydkorean                                    | sydkoreanska                             | sydkoreansk                |
| Sydossetien                    | osset                                        | -                                        | ossetisk                   |
| Syrien                         | syrier                                       | syriska                                  | syrisk                     |
| Tadzjikistan                   | tadzjik, tadzjikistanier                     | tadzjikiska, tadzjikistanska             | tadzjikisk, tadzjikistansk |
| Taiwan                         | taiwanes                                     | taiwanesiska                             | taiwanesisk                |
| Tanzania                       | tanzanier                                    | tanzanieska                              | tanzanisk                  |
| Tchad                          | tchadier                                     | tchadiska                                | tchadisk                   |
| Thailand                       | thailändare                                  | thailändska                              | thailändsk                 |
| Tjeckien                       | tjeck                                        | tjeckiska                                | tjeckisk                   |
| Togo                           | togoles                                      | togolesiska                              | togolesisk                 |
| Tonga                          | tongan                                       | tonganska                                | tongansk                   |
| Transnistrien                  | transnistrier                                | transnistriska                           | transnistriskt             |
| Trinidad och Tobago            | trinidadier                                  | trinidadiska                             | trinidadisk                |
| Tunisien                       | tunisier                                     | tunisiska                                | tunisisk                   |
| Turkiet                        | turk                                         | turkiska                                 | turkisk                    |
| Turkmenistan                   | turkmen, turkmenistanier                     | turkmeniska, turkmenistanska, turkmenska | turkmenisk, turkmensk      |
| Tuvalu                         | tuvaluan                                     | tuvaluanska                              | tuvaluansk                 |
| Tyskland                       | tysk                                         | tyska                                    | tysk                       |
| Uganda                         | ugandier                                     | ugandiska                                | ugandisk                   |
| Ukraina                        | ukrainare                                    | ukrainska                                | ukrainsk                   |
| Ungern                         | ungrare                                      | ungerska                                 | ungersk                    |
| Uruguay                        | uruguayan, uruguayare                        | uruguayanska                             | uruguayansk, uruguaysk     |
| USA                            | amerikan, amerikanare, jänkare               | amerikanska                              | amerikansk                 |
| Uzbekistan                     | uzbek, uzbekistanier                         | uzbekiska, uzbekistanska                 | uzbekisk, uzbekistansk     |
| Wales                          | walesare                                     | walesiska                                | walesisk                   |
| Vanuatu                        | vanuatuer                                    | vanuatiska                               | vanuatisk                  |
| Vatikanstaten                  | vatikanare                                   | -                                        | vatikansk                  |
| Venezuela                      | venezolan, venezuelan                        | venezolanska, venezuelanska              | venezolansk, venezuelansk  |
| Vietnam                        | vietnames                                    | vietnamesiska                            | vietnamesisk               |
| Västsahara                     | saharier                                     | -                                        | saharisk                   |
| Zambia                         | zambier                                      | zambiska                                 | zambisk                    |
| Zimbabwe                       | zimbabwier                                   | zimbabwiska                              | zimbabwisk                 |
| Åland                          | ålänning                                     | åländska                                 | åländsk                    |
| Österrike                      | österrikare                                  | österrikiska                             | österrikisk                |
| Östtimor                       | östtimorian                                  | östtimorianska                           | östtimoriansk              |

Noteringar
1. ↑  Medtagna är de former som kan verifieras via SAOL[1]
2. ↑  Även om SAOL inte tar upp denna form så får den anses som vedertagen i och med formen "afrikanska" som återfinns i SAOL.
3. ↑  Även om SAOL inte tar upp denna form så får den anses som vedertagen i och med formen "afrikanska" som återfinns i SAOL.